# Ballstraße 29 (Quedlinburg)

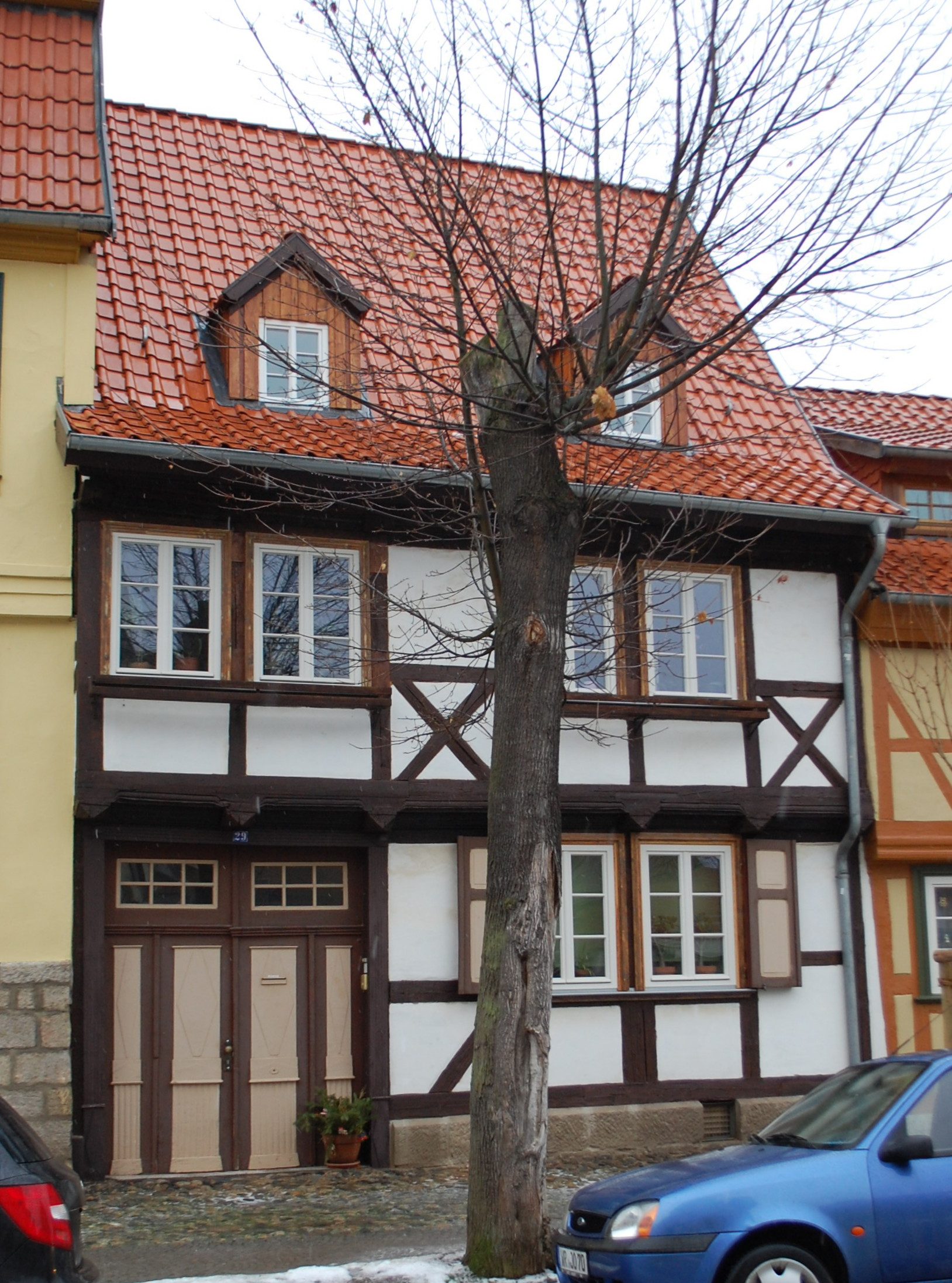
Ballstraße 29

Das Haus Ballstraße 29 ist ein denkmalgeschütztes Gebäude in der Stadt Quedlinburg in Sachsen-Anhalt.

## Lage
Es befindet sich im östlichen Teil der historischen Quedlinburger Neustadt und gehört zum UNESCO-Weltkulturerbe. Nördlich grenzt das gleichfalls denkmalgeschützte Haus Ballstraße 28, südlich das Haus Ballstraße 30 an.

## Architektur und Geschichte
Das kleine Fachwerkhaus entstand in der Zeit um 1680. Im Quedlinburger Denkmalverzeichnis ist das Haus als Ackerbürgerhaus eingetragen. Die Fachwerkfassade ist mit Pyramidenbalkenköpfen und flachen Schiffskehlen verziert. Darüber hinaus bestehen Andreaskreuze.
Die Tordurchfahrt ist mit Torflügeln im Stil des Klassizismus versehen.